# Удол
Удол місц. назва також Уяк (словац. Údol) — село в Словаччині, Старолюбовняському окрузі Пряшівського краю. Розташоване в північно-східній частині Словаччини недалеко кордону з Польщею.
Вперше згадується у 1427 році.
В селі є греко-католицька церква св. Димітрія Великомученика з 1866 р. в стилі класицизму, культурна пам'ятка національного значення а також православна церква.

## Населення
| Рік:            | 1993 | 2003     | 2013    | 2023    |
| --------------- | ---- | -------- | ------- | ------- |
| Кількість осіб: | 470  | 420      | 406     | 370     |
| Різниця:        |      | -10,63 % | -3,33 % | -8,86 % |

| Рік:            | 2022 | 2023    |
| --------------- | ---- | ------- |
| Кількість осіб: | 371  | 370     |
| Різниця:        |      | -0,26 % |

В селі проживає 454 осіб.
Національний склад населення (за даними останнього перепису населення — 2001 року):
- словаки — 96,44 %
- русини — 1,89 %
- українці — 0,84 %
- чехи — 0,63 %

Склад населення за приналежністю до релігії станом на 2001 рік:
- греко-католики — 88,47 %,
- римо-католики — 11,11 %,
- православні — 0,21 %,
- не вважають себе віруючими або не належать до жодної вищезгаданої церкви — 0,21 %

### Видатні постаті
- Ірина Невицька — певний час в селі жила українська письменниця Словаччини, якій встановлено пам'ятну дошку на місцевому культурному домі